# Christian Nyman
Christian Nyman, född 3 februari 1991 i Luleå, är en svensk ishockeyspelare (forward) som spelar för Bodens HF i Hockeyettan.